# Dóra Dúró
Dóra Dúró (ungarsk Dúró Dóra; født 5. marts 1987 i Szentes) er en ungarsk politiker og medlem af det ungarske parlament. Hun blev valgt for første gang i 2010. Oprindeligt valgt for det højreradikale parti Jobbik, men forlod partiet i 2018, fordi hun mente at dets politiske var blevet for centrum-orienterede. Sammen med Lászlo Toroczkai grundlagde Dúró det højreradikale parti Mi Hazánk Mozgalom (Bevægelse Vores Hjemland), hvori hun er næstformand.

## Biografi
Dóra Dúró blev født i 1987 i Szentes som datter af en dyrlæge og en husmors . Hun gik i skoler i Csépa, Döbrököz og Dombóvár, hvor hun dimitterede i 2005. Derefter studerede hun ved Eötvös-Loránd-Universitet, hvor hun fik en bachelorgrad i statskundskab i 2010. Derefter forsatte hun sine studier ved Corvinus-Universitet Budapest, hvor hun fik en doktorgrad. Dúrós phd behandlede radikalisme i ungarsk historie. Derudover bestod hun sprogeksaminer i engelsk, tysk og italiensk. Dúró er gift med Jobbiks tidligere næstformand Előd Novák. Parret bor med dets fire børn i Budapest. Sammen med Novák grundlagde Dúró Csengey-Dénes-kulturcentret i Budapest i 2008.

## Politisk gerning
Dóra Dúró blev medlem i Jobbik i 2005. I 2007 blev hun udnævnt som partiets pressechef. I 2008 blev hun valgt til formand for parties uddannelses- og kulturkomité. I 2009 blev hun valgt til Jobbiks pressetalsmand. I 2010 blev Dúró valgt første gang ind i det ungarske parlament, hvor hun med sine 23 år var det yngste parlamentsmedlem indtil 2018. Hun blev genvalgt i 2014 og 2018. Som parlamentsmedlem har Dúró været medlem af såvel komitéen for uddannelse, videnskab og forskning fra 2010 til 2014, af komitéen for kultur som underkomitéen for kvindernes værdighed fra 2014 til 2018 og såvel af komitéen for immunitet som kulturkomitéens næstformand fra 2018 til antagelig 2022. Derudover blev hun valgt til Jobbiks gruppenæstformand i 2014 og var dette indtil 2018.
I 2018 brød politiske tvister ud på Jobbiks landsmøde. Tidligere formand Gábor Vona bekendtgjorde sin afgang som partileder. Før det har han været ansvarlig for en partideklaration, som havde til mål at løsne Jobbik af det højreradikale miljø og i stedet reformere partiet til et moderne, konservativt folkeparti i det højre centrum. Dúró hørte til en gruppe af partimedlemmer, der ikke var enige om denne mådeholdenhed og derfor støttede Lászlo Toroczkai som højrefløjens ny partilederkandidat. Det lykkedes ikke Toroczkai at vinde, og sammen med flere andre partimedlemmer blev han ekskluderet. Som reaktion herpå grundlagde Dúró og Toroczkai et nyt parti, Mi Házank Mozgalom, som positionerer sig til højre af både Jobbik og Fidesz, dens vending til højre på den anden side var en grund for Vonas beslutning for vendingen til venstre. Dúró blev valgt til partiets næstformand. Dúró fulgte ikke opfordringer fra Jobbik om at tilbagegive hendes parlamentariske mandat, hvilket har gjort hende til Mi Házank Mozgaloms eneste parlamentsmedlem siden. Hun har til hensigt at stille op til valget til europaparlamentet i 2024 på listeposition 2, men hun påtænker ikke at modtage mandatet, hvis hun faktisk bliver valgt.

## Holdninger og kontroverser
Dóra Dúró blev betragtet som del af Jobbiks højrefløj og som væsentlig modstander af Gábor Vonas reformationskurs. Hun synes, emigrationen af unge ungarere og LGBT-bevægelsen var de største farer for Ungarn. Hun bebrejder, at Jobbik og det regerende Fidesz ville bagatellisere problemet med unge mennesker, der forlader Ungarn for økonomiske grunde og frem for alt flytter til andre EU-lande, og betragter det som en "demografisk og økonomisk katastrofe". Hun afviser homoseksualitet. Hun ytrede sig om det og sagde, at hun ikke kun er imod homovielse og registreret partnerskab, men at hun også ville forbyde Christopher Street Dayen og "homoseksuel propaganda". I 2020 tiltrak hun i denne sammenhang international opmærksomhed efter at have makuleret en bog foran kameraer på en af Mi Házank Mozgaloms pressekonferencer. I bogen Meseország Mindenkié bliver velkendte folkeeventyrer genfortalt på en sådan måde, at hovedpersonerne repræsenterer f.eks. homoseksuelle karakterer, migranter, sintier og romaer eller handicappede mennesker. Dúró beskrev bogen som "homoseksuel propaganda" og et "angreb på ungarsk kultur og børn". Under den globale coronaviruspandemi i 2021 kritiserede hun Viktor Orbáns regering for dens strenge foranstaltninger og især for beslutningen, at lukke skolerne, fordi det ville sætte familier og lærere i vanskelige situationer. Derudover råbte hun op til, at vinderne af krisen burde betale solidaritetsskat, og hun nævnte farmaceutiske virksomheder, teknologivirksomheder, kasinoer og internationale onlinehandelsvirksomheder som eksempler.